# Grupo de Ejércitos Centro
El Grupo de Ejércitos Centro (GEC) (en alemán: Heeresgruppe Mitte) fue un grupo de ejércitos del Heer de la Alemania nazi creado el 22 de junio de 1941, cuando el Grupo de Ejércitos B fue renombrado como Grupo de Ejércitos Centro. Dirigido por el Mariscal von Bock, contaba con 57 divisiones, de las cuales nueve eran blindadas, siendo de esta forma la más poderosa de las tres formaciones alemanas del ejército que participó en la invasión a la Unión Soviética, la Operación Barbarroja.
En medio de la invasión de la Unión Soviética de 1941, el Grupo de Ejércitos Centro tuvo que ceder unidades al Grupo de Ejércitos Norte, que encontraba problemas para finalizar el sitio de Leningrado. El GEC las recuperó luego para emprender la batalla de Moscú, pero tardó todo septiembre en reorganizarse, lo que motivó que las lluvias del otoño ruso transformaran las carreteras a la capital soviética en lodazales.
El Grupo de Ejércitos Centro fue ampliamente golpeado por la ofensiva de verano rusa puesta en marcha en el momento de la Operación Bagratión (junio-julio de 1944). Los soviéticos recuperaron el control de Bielorrusia, aislaron al Grupo de Ejércitos Norte del resto de la Wehrmacht y después de atacarlo, llegaron a las puertas de Varsovia capturando a unos 400.000 hombres. En 1944 alrededor de 50.000 hombres, que habían sido hechos prisioneros por los rusos, desfilaron por las calles de Moscú; muchos de ellos tuvieron que trabajar en la reconstrucción de la Unión Soviética tras la guerra. Los supervivientes fueron regresando progresivamente a Alemania.
El 25 de enero de 1945, el Grupo de Ejércitos Centro fue renombrado Grupo de Ejércitos Norte (GEN), ya que el original GEN había sido aislado en Curlandia. El antiguo GEC fue cercado más tarde en la Prusia oriental, perdiendo parte de  las unidades que conservaba en la batalla de Königsberg, aunque los restos continuaron resistiendo en Danzig. El Grupo de Ejércitos A fue nombrado entonces Grupo de Ejércitos Centro, y combatió bajo este nombre hasta el fin de la guerra en Europa.

## Formación
Comandante en jefe en formación, en junio de 1941 Fedor von Bock

### Unidades subordinadas
En junio de 1941, el Grupo contaba con un total de 51 divisiones, de ellas 3 blindadas y 3 motorizadas. En concreto:
- Grupo Cuartel General del Ejército

537.º Regimiento de Comunicaciones
537.º Regimiento de Comunicaciones (2.º escalón)
- II Grupo Panzer (Heinz Guderian)[1]

- XXIV Cuerpo Panzer (Alemania) (Geyer von Schweppenburg)

1.ª División de Caballería, 3.ª División Panzer, 4.ª División Panzer, 10.ª División Motorizada, 267.ª División de Infantería
- XLVI Cuerpo Panzer (von Vietinghoff)

División SS "Das Reich", 10.º Regimiento Panzer de Infantería "Gross Deutschland" 
- XLVII Cuerpo Panzer (Joachim Lemelsen)

17 Pz, 18 Pz, 29 Mot.Div., 167a ID 
- XII Cuerpo de Ejército (Schroth)

31a ID, ID 34a, 45a Reserva ID: ID 255a
- IV Ejército (Günther von Kluge)

- VII Cuerpo de Ejército (Fahrmbacher)

7 de ID, 23 ID, ID 258o, 268o ID, 221a Sec.Div. 
- IX Cuerpo de Ejército (Geyer)

ID 137a, 263a ID, ID 292a 
- XIII Cuerpo de Ejército (Felber)

17 de ID, ID 78a 
- XLIII Cuerpo de Ejército (Heinrici)

131a ID, ID 134a, 252a Reserva ID: ID 286a
- IX Ejército (Strauss)

- VIII Cuerpo de Ejército (Heitz)

8 de ID, 28 ID, ID 161a 
- XX Cuerpo de Ejército (Materna)

ID 162a, 256a ID 
- XLII Cuerpo de Ejército (Kuntze)

87a ID, ID 102o, 129o ID Reserva: 403a Sec.Div.
- III Grupo Panzer (Hoth)[1]

- V Cuerpo de Ejército (Ruoff)

5 .º ID, 35 .ª ID 
- VI Cuerpo de Ejército (Forster)

6 .º ID, 26 ID 
- XXXIX Cuerpo Panzer (Schmidt)

7 Pz, 20 Pz, 14 Mot.Div., 20 Mot.Div. 
- LVII Cuerpo Panzer (Kuntzen)

12 Pz, 18 Pz, 19 Pz

## Comandantes
| N.º | Retrato | Comandante                                         | Desde                   | Hasta                   |
| --- | ------- | -------------------------------------------------- | ----------------------- | ----------------------- |
| 1   |         | Generalfeldmarschall Fedor von Bock (1880-1945)    | 22 de junio de 1941     | 19 de diciembre de 1941 |
| 2   |         | Generalfeldmarschall Günther von Kluge (1882-1944) | 19 de diciembre de 1941 | 12 de octubre de 1943   |
| 3   |         | Generalfeldmarschall Ernst Busch (1885-1945)       | 29 de octubre de 1943   | 28 de junio de 1944     |
| 4   |         | Generalfeldmarschall Walter Model (1891-1945)      | 28 de junio de 1944     | 16 de agosto de 1944    |
| 5   |         | Generaloberst Georg-Hans Reinhardt (1887-1963)     | 16 de agosto de 1944    | 17 de enero de 1945     |
| 6   |         | Generaloberst Ferdinand Schörner (1892-1973)       | 17 de enero de 1945     | 11 de mayo de 1945      |